# Опыт Штерна

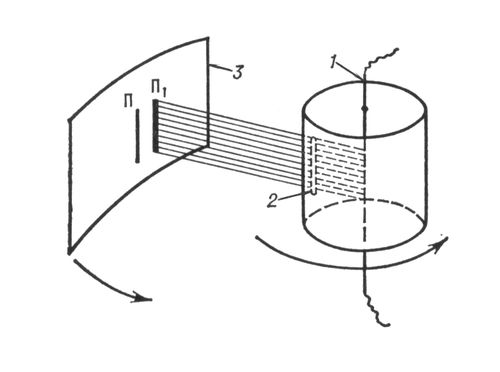
Схема установки Штерна для определения распределения атомов по скоростям.
1 — платиновая проволока с нанесённым на неё слоем серебра;
2 — щель, формирующая пучок атомов серебра;
3 — пластинка, на которой осаждаются атомы серебра; П и П1 — положения полосок осажденного серебра при неподвижных цилиндрах и при их вращении.

Полоски осаждённых атомов серебра при вращении цилиндров по часовой стрелке и в обратном направлении

Опыт Ште́рна — физический эксперимент по измерению распределения скоростей атомов, впервые поставленный немецким физиком Отто Штерном в 1920 году, и ставший одним из первых экспериментальных доказательств состоятельности молекулярно-кинетической теории строения вещества.
В опыте были непосредственно измерены скорости теплового движения молекул и подтверждено  распределения молекул газов по скоростям теоретически предсказанное Максвеллом.
Для проведения опыта Штерном был подготовлен прибор, состоящий из двух коаксиальных цилиндров разного радиуса, по оси которых располагалась платиновая проволока с нанесённым слоем серебра. В пространстве где располагались цилиндры, посредством непрерывной откачки воздуха поддерживалось достаточно низкое давление. При пропускании электрического тока через проволоку достигалась температура плавления серебра, из-за чего серебро начинало испаряться и атомы серебра летели к внутренней поверхности малого цилиндра равномерно и прямолинейно со скоростью {\displaystyle v}, определяемой температурой нагрева платиновой проволоки, то есть температурой плавления серебра. Во внутреннем цилиндре была выполнена узкая щель, через которую атомы могли пролетать далее. Стенки цилиндров специально охлаждались для оседания попадающих на них атомов. В таком состоянии при неподвижных цилиндрах на внутренней поверхности большого цилиндра образовывалась достаточно чёткая узкая полоска серебряного налёта, расположенная прямо напротив щели в малом цилиндре. Затем всю систему начинали вращать с некоторой достаточно большой угловой скоростью {\displaystyle \omega }. При этом полоса налёта смещалась в сторону, противоположную направлению вращения, и теряла чёткость. Измерив смещение {\displaystyle s} наиболее тёмной части полосы от её положения, когда система покоилась, Штерн определил время полёта, через которое нашёл скорость движения молекул:
{\displaystyle t={\frac {s}{u}}={\frac {l}{v}}\Rightarrow v={\frac {ul}{s}}={\frac {\omega R_{big}(R_{big}-R_{small})}{s}},}
где {\displaystyle s} — смещение полосы,
{\displaystyle l} — расстояние между цилиндрами,
{\displaystyle u} — скорость движения точек внешнего цилиндра.
Найденная таким образом средняя скорость движения атомов серебра совпала со скоростью, рассчитанной по законам молекулярно-кинетической теории (584 м/с), а тот факт, что получившаяся полоска была размытой, указывал, что скорости атомов различны и распределены по некоторому закону — закону распределения Максвелла: атомы, двигавшиеся быстрее, смещались относительно полосы, полученной в состоянии покоя, на меньшие расстояния, чем те, которые двигались медленнее. При этом опыт давал лишь приблизительные сведения о характере распределения Максвелла, более точное экспериментальное подтверждение относится к 1930 году (опыт Ламмерта).